# Kori Harumi
Harumi Kori (郡 晴己, sinh ngày 17 tháng 8 năm 1953) là một huấn luyện viên và cựu cầu thủ bóng đá người Nhật Bản.

## Sự nghiệp Huấn luyện viên
Harumi Kori đã dẫn dắt Vissel Kobe.